# Leptogomphus baolocensis
Leptogomphus baolocensis är en trollsländeart som beskrevs av Karube 2001. Leptogomphus baolocensis ingår i släktet Leptogomphus och familjen flodtrollsländor. IUCN kategoriserar arten globalt som otillräckligt studerad. Inga underarter finns listade i Catalogue of Life.